# Haroża
Haroża (biał. Гарожа, ros. Горожа) – przystanek kolejowy pomiędzy miejscowościami Wialikaja Haroża i Małaja Haroża, w rejonie osipowickim, w obwodzie mohylewskim, na Białorusi. Położony jest na linii Osipowicze – Mohylew.